# Vavilovia formosa
Vavilovia formosa är en ärtväxtart som först beskrevs av Christian von Steven, och fick sitt nu gällande namn av Aleksandr Aleksandrovitj Fjodorov. Vavilovia formosa ingår i släktet Vavilovia och familjen ärtväxter. Inga underarter finns listade i Catalogue of Life.